# Fidel Peugeot
Fidel Peugeot (* 1969 in Basel, Schweiz), eigentlich Sebastian Rudolf Baumgartner, ist ein Schweizer Grafik- und Schrift-Designer.

## Leben
Fidel Peugeot studierte Kommunikationsdesign an der Schule für Gestaltung Basel u. a. bei Armin Hofmann, Wolfgang Weingart und René Pulver. Während seines Studiums arbeitete er bei renommierten Agenturen wie GGK, WeberHodelSchmid sowie Stalder & Suter. Fidel Peugeot tourte auch als Musiker mit diversen Bands. Zusammen mit Karl Rottweiler gründete er in den 1980er Jahren das Schweizer Label Radio Glaibasel (RGB107,6).
1991 kam Fidel Peugeot über New York und Paris nach Wien. Hier entwickelte er die ersten digitalisierten Handschriften, die Lomofonts und war damit wegbereitend für diverse andere Pixelschriften. Er fertigte Schriftentwürfe wie Spruce und Line für Tyler Brûlé und die Wallpaper Group. Seit 2002 ist Fidel Peugeot Linotype-Font-Designer.
Peugeot arbeitet in allen Bereichen des Grafikdesigns: als Illustrator und Logo-Designer zum Beispiel für die Albertina in Wien.
1999 traf Fidel Peugeot den Produktdesigner Karl Emilio Pircher. Zusammen gründeten sie 2003 das Walking-Chair Design Studio mit Sitz in Wien. So gestalteten Peugeot und sein Designpartner Karl Emilio Pircher aus PET-Flaschen unter anderem begehbare Lichträume und Garderobensysteme.
Fidel Peugeots Designentwurfe verbinden Kunst und Alltagsgegenstände.
Mit seinen Möbeldesign-Arbeiten nahm Peugeot im Mai 2009 beim Aarhus Festival teil.
Peugeot war 2009 außerdem für die Stadt Linz, die diesjährige Europäische Kulturhauptstadt, im Rahmen des Projekts Kulturhauptstadt Linz für die Gestaltung und Planung des Kinderpunkt 09 zuständig, eines Wohlfühlorts zur Entspannung von Kindern und Familien.

## Ausstellungen
- MAK, Wien, Ausstellung 2009[9]
- Aarhus 2009[10]
- Kulturhauptstadt Linz, Linz 2009
- DMY Berlin 2009, Teilnehmer und Preisträger[11]